# Горловка (Калининградская область)
Горловка — посёлок в Гурьевском городском округе Калининградской области. До 2014 года входило в состав Храбровского сельского поселения.

## История
Поселение Болльгенен было основано в 1278 году.
В 1947 году Болльгенен был переименован в поселок Горловку.

## Население
| 2002 | 2010 |
| ---- | ---- |
| 44   | ↗45  |

в 1910 году в нем проживало 75 человек.